# ويليام ريتش هوتون
ويليام ريتش هوتون (بالإنجليزية: William Rich Hutton)‏ هو مهندس معماري ومهندس أمريكي، ولد في 21 مارس 1826 في واشنطن العاصمة في الولايات المتحدة، وتوفي في 11 ديسمبر 1901.